# Per-Alvar Magnusson
Per-Alvar Magnusson (Bollnäs, 29 giugno 1958 – Bollnäs, 2 aprile 2009) è stato un nuotatore svedese.

## Carriera
Specializzato nelle staffette, vinse una medaglia di bronzo nella 4x100m stile libero ai campionati mondiali di Berlino, nel 1978.

## Palmarès
- Mondiali
  - 1978 - Berlino: bronzo nella 4x100m sl.

- Europei
  - 1981 - Spalato: bronzo nella 4x200m sl.